# Vega (Texas)
Vega ist in kleiner Ort (englisch city) im US-Bundesstaat Texas, 56 km (35 mi) westlich von Amarillo im Oldham County. Das U.S. Census Bureau hat bei der Volkszählung 2020 eine Einwohnerzahl von 879 ermittelt.

## Lage und Demografie
Der Interstate 40 verläuft südlich der Stadt parallel zur Route 66, die mitten durch den Ort als Vega Boulevard führt. Vega liegt 56 km westlich von Amarillo im so genannten Texas Panhandle (deutsch „Pfannenstiel“). Nächster Ort westlich ist das 14 mi (23 km) entfernte Adrian (Texas), das den geografischen Mittelpunkt der Route 66 bildet.
Vega liegt im südlichen Oldham County und ist Sitz der County-Verwaltung (englisch County Seat). Hier verläuft die kontinentale Wasserscheide zwischen dem Canadian River (fließt nach Norden) und dem Palo Duro Creek (nach Süden).

## Geschichte

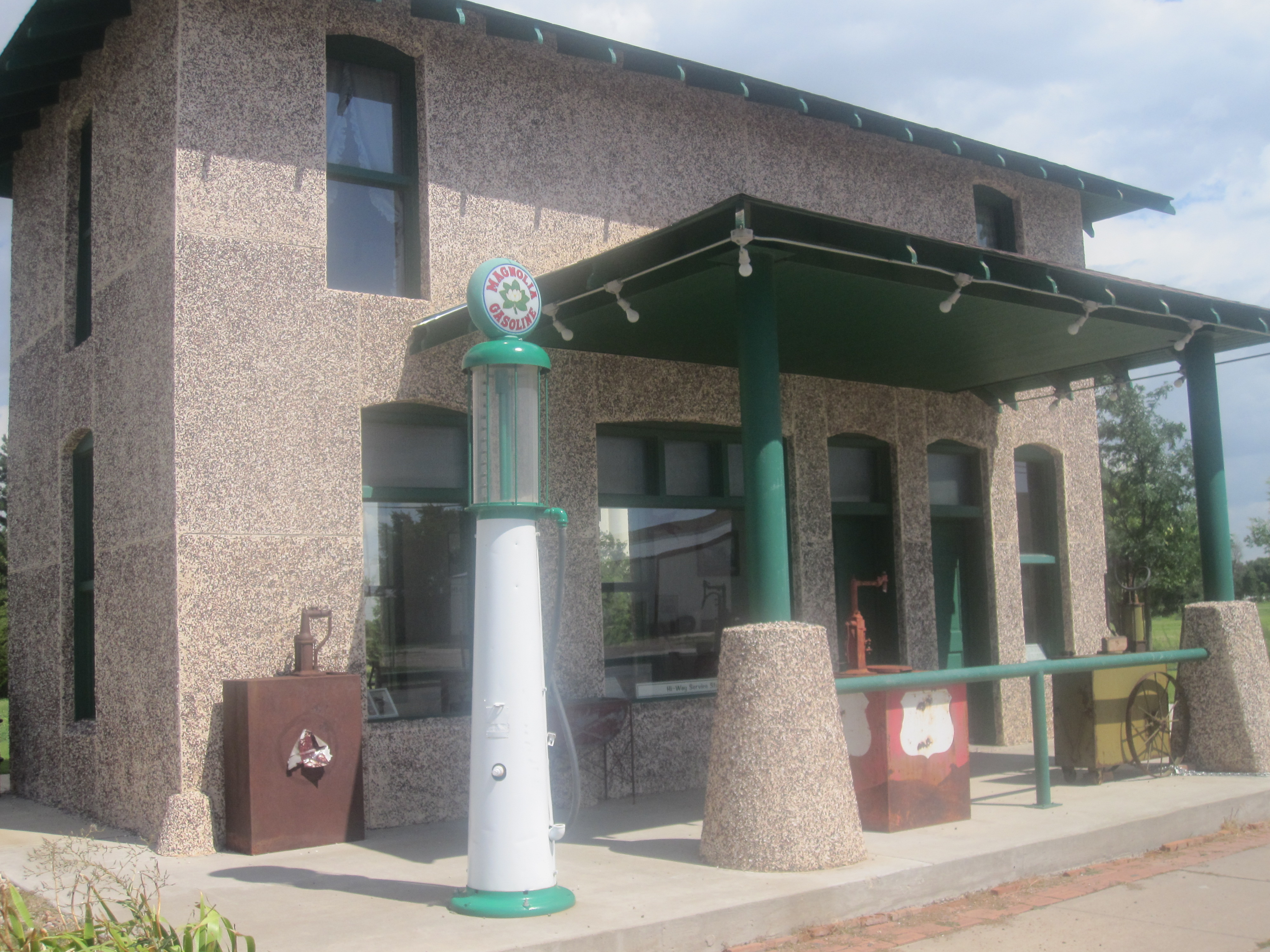
Vega – Restaurierte Tankstelle Magnolia

Ein gewisser N. J. Whitfield erwarb das staatliche Land um Vega im Oktober 1899 für 1 US$, das er sukzessive an Siedler verkaufte. A. M. Miller führte im Mai 1903 eine Landvermessung durch, eröffnete danach einen Gemischtwarenladen (englisch general store) und gab dem Ort den Namen Vega (spanisch Wiese); damit war die Gemeindegründung im Mai 1903 vollzogen.  1904 folgten Postamt, Schule und ein Saloon. Die Gebrüder John und Pat Landergin gründeten 1907 in der Nähe eine Ranch und eröffneten in Vega 1908 die erste Bank. Der Ort erhielt 1909 Gleisanschluss an die „Choctaw, Oklahoma and Texas Railroad“ (später Chicago, Rock Island and Pacific Railroad), die von Whitfield für ihre Gleise ein Wegerecht eingeräumt bekam. 1915 löste Vega den bisherigen Sitz des Countys in Tascosa ab. 1924 entstand die „Magnolia Station“, eine heute noch als Memorabilia fungierende Tankstelle.
Im Jahre 1926 wurde die bisherige Straße 93 durch die Route 66 ersetzt, wodurch ein wirtschaftlicher Aufschwung einsetzte, der Vega 1927 die Stadtrechte einbrachte. Ein Feuer zerstörte im Mai 1931 sechs Gebäude. 1947 entstand das Vega Motel durch Ervin Pancoast und das Gerichtsgebäude.

## Heute
Vega lebt vorwiegend vom Tourismus der Route 66, der durch Merchandising unterstützt wird. Es gibt eine gute touristische Infrastruktur mit zahlreichen Hotels, Motels, Restaurants und Tankstellen.